# Salvador Allende
För andra betydelser, se Salvador Allende (olika betydelser).
Salvador Guillermo Allende Gossens, född 26 juni 1908 i Valparaíso, död 11 september 1973 i Monedapalatset, La Moneda, Santiago, var Chiles president från november 1970 fram till sin död under militärkuppen mot hans regering.
Allendes karriär i den chilenska politiken sträckte sig över nästan 40 år. Som medlem i Chiles socialistiska parti utsågs han till hälsominister i koalitionsregeringen Frente Popular år 1938 varefter han satt som senator år 1945 till 1970. Efter att ha förlorat i presidentvalen 1952, 1958 och 1964 blev han slutligen vald till president 1970.

## Biografi

### Tidigt liv
Salvador Allende föddes den 26 juni 1908 i Valparaíso i Chile som son till Salvador Allende Castro och Laura Gossens Uribe. Hans familj tillhörde den chilenska övre medelklassen  och hade under lång tid varit engagerad i den chilenska politiken inom progressiva och liberala kretsar. Hans farfar var en framstående läkare och reformist som grundade en av de första sekulära skolorna i Chile.
Allende studerade på gymnasiet i Liceo Eduardo de la Barra i Valparaíso. Som tonåring kom han i kontakt med en skomakare vid namn Juan De Marchi, en italiensk-amerikansk anarkist som fick stort intellektuellt och politiskt inflytande över honom. Allende avlade medicinsk examen 1929, vid Universidad de Chile. Han gifte sig med Hortensia Bussi år 1940 och fick tre döttrar med henne.

### Politisk karriär
Allende var med om att grunda den lokala grenen av Chiles socialistiska parti i Valparaíso år 1933 och blev dess ordförande.
År 1938 var Allende ansvarig för valrörelsen Frente Popular ("folkfronten"), med slogan "Bröd, tak och arbete", under ledning av Pedro Aguirre Cerda. Efter valsegern bildade Frente Popular en reformistisk regering, dominerad av borgerligheten och presidentens mittenliberala parti Partido Radical, med Allende som hälsominister.
Efter Kristallnatten i Nazityskland skickade Allende och andra medlemmar av parlamentet ett protesttelegram till Adolf Hitler. År 1945 blev Allende senator för provinserna Valdivia, Llanquihue, Chiloé, Aysén och Magallanes, därefter för Tarapacá och Antofagasta 1953, för Aconcagua och Valparaíso 1961 och återigen för Chiloé, Aysén och Magallanes 1969. Han blev ordförande i den chilenska senaten 1966.
Allendes tre misslyckade försök att bli president (1952, 1958 och 1964) gjorde att han skämtade om att hans epitafium skulle vara "Här ligger Chiles nästa president". År 1952 fick han som kandidat för Frente de Accion Popular (FRAP) bara 5,4 procent av rösterna, vilket delvis berodde på splittring inom de socialistiska leden för stödet till Carlos Ibáñez del Campo och förbudet mot kommunism. 1958 var han återigen kandidat för FRAP och fick 28,5 procent av rösterna. Denna gång berodde hans förlust på att rösterna förlorades till populistiske Antonio Zamorano. 1964, ännu en gång som kandidat för FRAP, förlorade han med 38,6 procent av rösterna mot kristdemokraternas Eduardo Frei Montalva som fick 55,6 procent. När det stod klart att valet skulle bli en tävling mellan Allende och Frei valde den politiska högern, som ursprungligen hade stött den radikale Julio Durán, att ge sitt stöd till Frei som den minst kontroversiella kandidaten inom den chilenska högern.

### Reaktioner i USA
Salvador Allendes socialistiska ideologi och vänskap med Kubas president Fidel Castro gjorde honom djupt impopulär i USA som aktivt motarbetade hans valkampanjer. Som exempel bidrog CIA med över tre miljoner dollar till Eduardo Frei Montalvas kampanj i 1964 års presidentval och bedrev även öppen och dold propaganda mot Allende. Totalt översteg det amerikanska stödet till de chilenska kristdemokraterna 20 miljoner dollar. Redan under John F. Kennedys presidentskap investerades betydliga summor i att förhindra att Allende kom till makten. Amerikanerna trodde att det fanns en risk att Chile skulle bli en kommunistisk stat och ingå i Sovjetunionens inflytandesfär. Allende fördömde dock offentligt de sovjetiska aktionerna i både Ungernrevolten 1956 och Pragvåren 1968. Under hans presidentskap blev Chile det första land i Amerika som erkände Folkrepubliken Kina (1971).

## Presidentvalet 1970

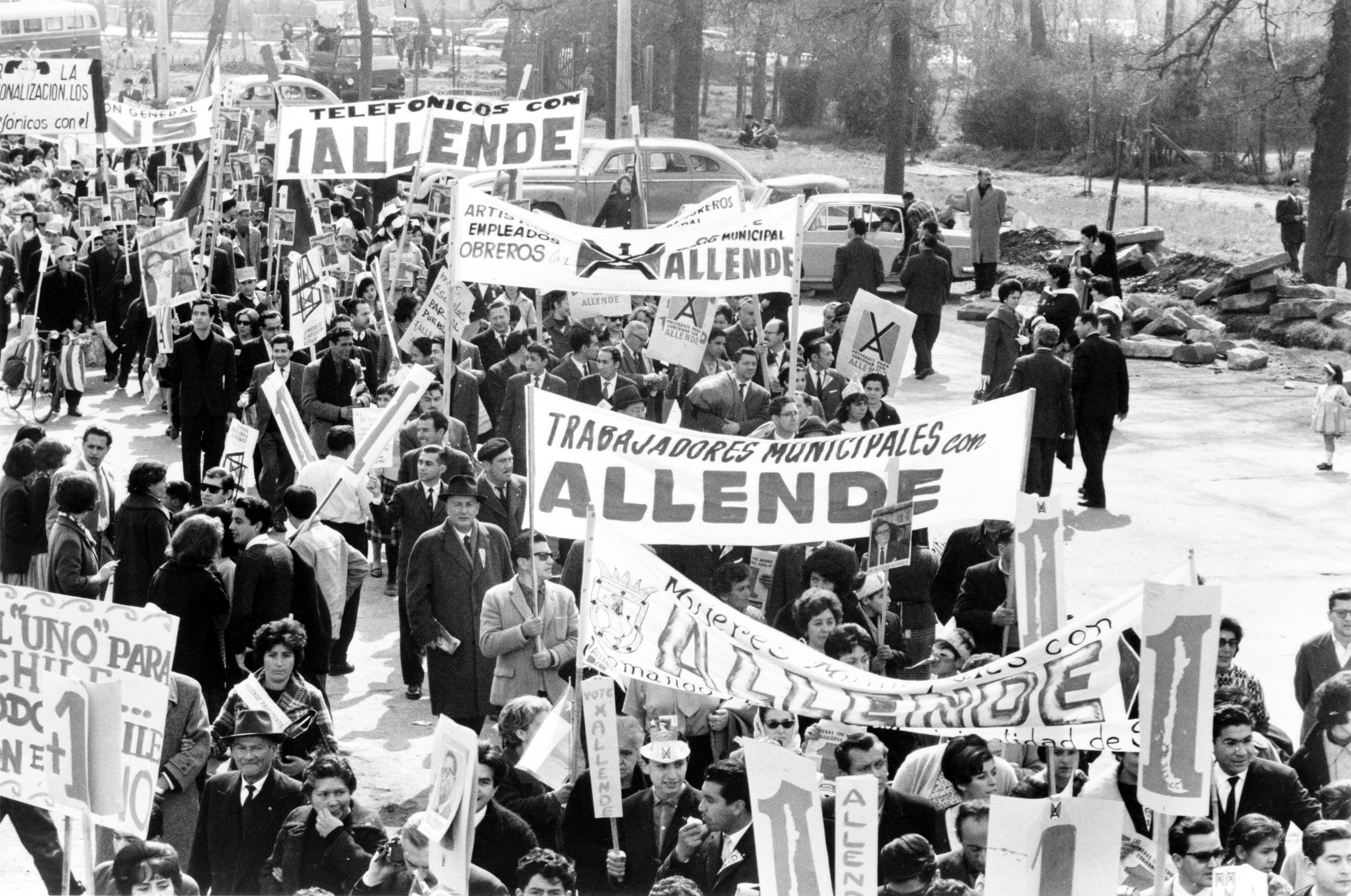
Demonstration till stöd för Allende 1964.

Allende valdes till Chiles president för sex år framöver som kandidat för Unidad Popular i valet. Han hade fått 36,2 procent av rösterna i valet den mot 34,9 procent för f.d. presidenten och konservativa kandidaten Jorge Alessandri och 27,8 procent för kristdemokraten Radomiro Tomic. Nationalkongressen godkände Allende som president med siffrorna 153-35 den 24 oktober. Enligt den dåtida chilenska konstitutionen skulle kongressen utse en av de två kandidater som hade högsta röstetalen om ingen kandidat fick en majoritet av rösterna, traditionellt den som hade fått flest röster, oavsett marginal. De facto hade Alessandri själv blivit vald 1958 efter att ha fått 31,6 procent av rösterna, mot Allendes 28,5 procent.
Allende övertog presidentposten den 3 november 1970 efter att ha undertecknat en "stadga för konstitutionella garantier" som hade föreslagits av Kristdemokraterna som tack för deras stöd i kongressen. I en intervju med den franske journalisten Régis Debray förklarade Allende sina skäl till att godkänna garantierna. Vissa kritiker har däremot tolkat Allendes svar som ett erkännande av att han undertecknade stadgan av taktiska skäl. Eftersom USA länge hade försökt hindra Allende, något som de tidigare lyckats med, firades valet som en stor seger för socialismen i världen.

### Amerikansk inblandning i valet
Flera amerikanska företag inklusive ITT Corporation, Anaconda och Kennecott ägde mark- och mineralrättigheter i Chile. Nixonadministrationen befarade att dessa företag skulle förstatligas av en socialistisk regering och fortsatte därför den öppet fientliga hållningen gentemot Allende. Under Nixons presidentskap försökte amerikanska tjänstemän hindra att Allende segrade i valet genom att finansiera oppositionspartier allierade med Jorge Alessandri och genom stöd till strejker inom gruv- och transportsektorerna. ITT gav minst 35 000 dollar i kampanjbidrag till Jorge Alessandri medan CIA finansierade honom både genom just ITT och andra kanaler. CIA hävdade också i ett försök att smutskasta Allende att hans kampanj fått 35 000 dollar av Kuba.
Den 22 oktober blev general René Schneider, Chiles överbefälhavare, skjuten och allvarligt skadad vid ett kidnappningsförsök ledd av en grupp anförd av general Roberto Viaux som planerade en kupp mot Allende. Schneider avled tre dagar senare på ett sjukhus. Kidnappningsplanen hade fått stöd av CIA, men det verkar, enligt dåvarande USA:s utrikesminister Henry Kissinger, som om operationen egentligen ställdes in. General Schneider var en känd försvarare av den så kallade konstitutionella doktrinen som innebar att arméns roll var skydda landets suveränitet och inte att blanda sig i politiken. Den 26 oktober valde avgående presidenten Eduardo Frei Montalva general Carlos Prats till ny överbefälhavare. Mordet på Schneider väckte avsky runtom i Chile och tystade tillfälligt militärens motstånd mot Allende.

## Allendes regeringsperiod åren 1970-1973
Se även Chile under Allende
När Salvador Allende vann presidentvalet i Chile 1970 hade Chile stora ekonomiska svårigheter. Landet hade långsam tillväxt, inflation och ojämlik inkomstfördelning. Allende ville bryta centraliseringen av den ekonomiska makten och drev därför på för en politik som bland annat syftade till att förstatliga delar av näringslivet. Med anledning av Allendes politik uppstod en intressekonflikt kring hur, och ifall, jordens ägande skulle omfördelas från de stora jordägarna och ifall de stora kopparfyndigheterna i Chile skulle förstatligas.[källa behövs]
Under Allendes första år som president skedde ekonomiska förbättringar. BNP ökade med 8,6 procent, inflationen sjönk från 34,9 procent 1970 till 22,1 procent, medan industriproduktionen ökade med 12 procent.
Men Allendes socialistiska politik väckte motstånd inom den välbeställda delen av det chilenska samhället, liksom USA som placerade diplomatiska, ekonomiska och hemliga påtryckningar på regeringen. Mot slutet av 1971 besökte den kubanske ledaren Fidel Castro Chile i fyra veckor.
I oktober 1972 skedde den första, av vad som skulle bli en våg av konfrontationer ledd av historiskt välbärgade grupper inom det chilenska samhället. Konfrontationerna fick öppet stöd av Förenta Staternas president Richard Nixon. En lastbilsägarstrejk stöddes och finansierade av CIA med 2 miljoner dollar inom ramen för den så kallade "September Plan", som inleddes den 9 oktober 1972. Confederación Nacional del Transporte utlyste den obegränsade strejken som omfattade 165 lastbilsägares fackföreningar med 40 000 medlemmar och 56 000 fordon, vilket lamslog landet.

## Militärkuppen 1973

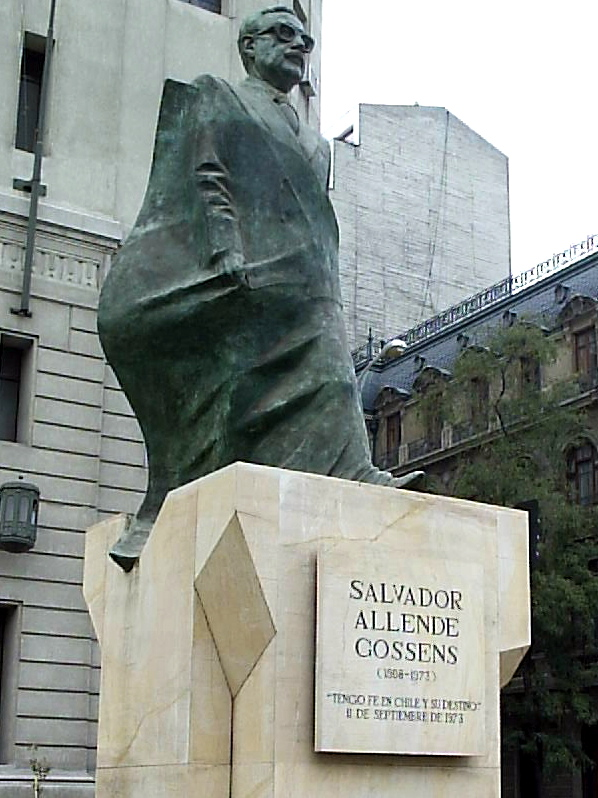
Monument till minne av Salvador Allende framför presidentpalatset, Monedapalatset.

Allendes regering mötte allt svårare ekonomiska problem och ökat politiskt motstånd. I kongressen var regeringsalliansen i behov av kristdemokratiskt stöd. I augusti 1973, efter en lång period av motsättningar, ställde sig majoriteten av parlamentet under Eduardo Frei Montalvas ledarskap bakom en misstroendeförklaring med krav på Allendes avgång, på grund av påstådda brott mot grundlagen. En tvåtredjedelsmajoritet saknades emellertid, vilket skulle ha krävts för att avsätta honom och kalla till nyval, vilket var Freis uttalade mål. Den 11 september 1973 agerade militären och utan lagligt stöd störtade de Allendes regering och tillgrep makten i landet. Allende själv dog under den blodiga militärkuppen (se nedan) och demokratin avskaffades av en militärjunta ledd av Augusto Pinochet. Det var länge omstritt om Pinochet var understödd av Vita huset och CIA med Richard Nixon som president.
1999 beslutade Clintonadministrationen att offentliggöra dokument som dittills hållits hemliga. Enligt en CIA-rapport från 2000 hade den amerikanska underrättelseorganisationen CIA inte uppmanat till en militärkupp, men de var medvetna om att en kupp planerades och hade kontakt med några konspiratörer. Eftersom CIA inte försökte hindra maktövertagandet och dessutom hade försökt sätta igång en kupp 1970, så verkade det enligt rapporten som om de såg genom fingrarna med kuppen. Efter kuppen fortsatte CIA och USA:s regering att stödja militärjuntan.

## Allendes död
Allende talade för sista gången till folket, direktsänt i radion och uttryckte då sin kärlek till Chile och sin djupa tro på dess framtid, samtidigt som man hörde skottlossning och explosioner i bakgrunden. Kort efter talet kom ett officiellt uttalande från kuppmakarna att presidenten begått självmord med en AK-47 som han hade fått som gåva av Kubas ledare Fidel Castro. På den sista kända bilden av honom i livet ses presidenten på väg ut ur palatset med en hjälm på huvudet och vapnet i sin högra hand.
Att dödsorsaken var självmordet konstaterades officiellt av de två läkarna dr Patricio Guijon och dr Jose Quiroga, men detta har länge varit ifrågasatt. Händelseförloppet beskrivs på följande sätt:[källa behövs]
"Ungefär kl.14 lokal tid, meddelar Allende La Monedas försvarare att ge upp. Försvararna bildade senare en kö från andra våningen, ner för trapporna och ut på Morandegatan. Presidenten gick längs denna kö, från gatuplanet upp för trapporna, skakar hand och tackade alla personligen för deras stöd i denna svåra stund. Efteråt avslutade han och riktar sig mot Självständighetssalongen, som ligger i nordöstra delen av palatsets andra våning.

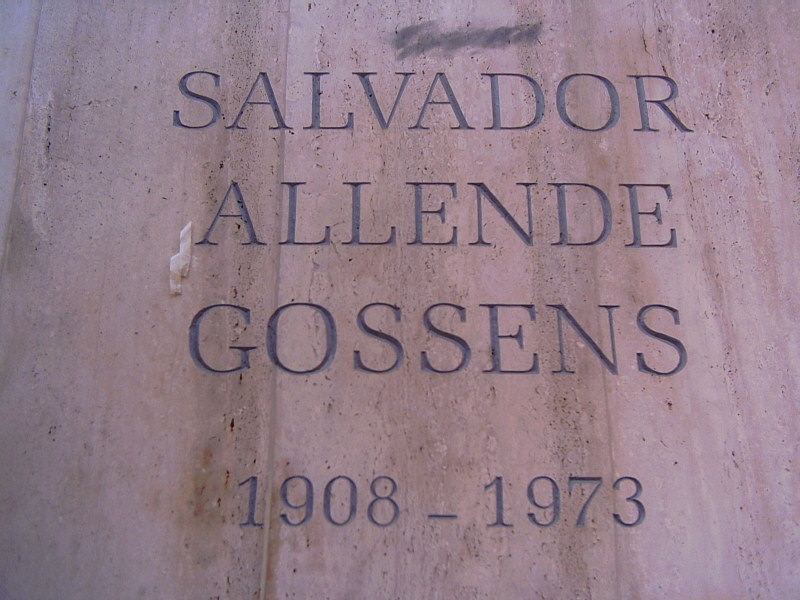
Allendes grav på kyrkogården Cementerio General de Santiago.

Samtidigt beslutar dr Patricio Guijón, som tillhör La Monedas sjukhusavdelnings personal att återvända upp för att hämta sin gasmask för att ha den som souvenir. Han hörde ett ljud, och öppnar dörren till självständighetssalongen just i tid för att se presidenten skjuta sig själv med sin AK-47. Från den andra sidan av salongen och genom en öppen dörr kunde dr José Quiroga, Arsenio Poupin, medlem av kabinettet, Enrique Huerta, palatsfunktionär, två detektiver från presidentens säkerhetsvakt, och vissa från GAP:s (presidentens säkerhetsstyrka) se ögonblicket för dödsfallet, eller kom några sekunder efteråt, lockade av ljudet."
Allende kvarlevor begravdes på kyrkogården Santa Inés i Viña del Mar, utan namn för att kunna identifiera honom, i en diskret ceremoni med endast hans fru och döttrar närvarande. De fick aldrig se kroppen. Nästan arton år senare, den 4 september 1990 fick Allende en statsbegravning, vilket expresidenter får i Chile, på den dåvarande presidenten Patricio Aylwin förslag.
Luis Ravanal, en chilensk rättsmedicinare, skrev 2008 en rapport om Allendes död, efter att ha läst originalobduktionsrapporten. I hans rapport framgår det att Allende inte kan ha avlidit genom att ha skjutit sig själv i munnen. Ravanal anser att det finns bevis för att Allende sköts med två olika vapen. Först med ett litet vapen, typ en pistol och sedan med ett större, typ AK-47. Detta betyder att Allende först kan ha blivit skjuten, och sedan efteråt skjutits med sitt eget vapen för att det skulle likna självmord. Pistolskottet ska tagit i nacken medan det andra skottet sköts genom kinden, men enligt originalfoton finns inget blod på skjortan. Trots detta säger de som var i palatset när han dog att de inte ändrar sin version, som finns beskriven här ovan.
År 2011 återupptogs kontroversen om Allendes död eftersom hans familj krävt i domstolen att kroppen skulle grävas upp och genomgå en ny obduktion. Fast familjen gick till domstolen på att Allende begick självmord, ansåg de att en ordentlig undersökning ändå borde göras för att bringa klarhet i oklarheterna. 23 maj 2011 togs kroppen upp ur graven för att genomgå en grundlig analys. Efter obduktionen, den 19 juli 2011 bekräftade Allendes dotter att hennes far begick självmord och även Chiles rättsmedicinska verk bekräftade Allendes självmord.

## Övrigt
Isabel Allende, som är dotter till Allendes kusin, är en berömd författare. Allende har en dotter, Isabel Allende Bussi som är politiker för samma parti som sin far, Chiles socialistiska parti. Salvador Allende nämns, precis som sin kollega Victor Jara, i sången Washington Bullets av The Clash.